# Damvillers
Damvillers – miejscowość i gmina we Francji, w regionie Grand Est, w departamencie Moza.
Według danych na rok 1990 gminę zamieszkiwało 627 osób, a gęstość zaludnienia wynosiła 34 osób/km² (wśród 2335 gmin Lotaryngii Damvillers plasuje się na 525. miejscu pod względem liczby ludności, natomiast pod względem powierzchni na miejscu 219.).